# Personnalité sportive jamaïcaine de l'année
Le titre de personnalité sportive jamaïcaine de l'année (en anglais : Jamaica Sportsperson of the year) est décerné annuellement depuis 1961 au meilleur sportif et à la meilleure sportive de Jamaïque. Le palmarès distingue essentiellement des sportifs s'illustrant dans les disciplines de l'athlétisme.

## Lauréats
| Années | Hommes               | Femmes                                   |
| ------ | -------------------- | ---------------------------------------- |
| 1961   | George Grant         | Joy Foster                               |
| 1962   | George Kerr          | Monica Desouza                           |
| 1963   | Noel Douglas         | Una Morris                               |
| 1964   | Percy Hayles         | Una Morris                               |
| 1965   | Phillip Alexander    | Sarah Newland                            |
| 1966   | Jackie Hendriks      | Carmen Smith                             |
| 1967   | Octavius Morgan      | Monica Desouza                           |
| 1968   | Orville Haslam       | Frances Noble                            |
| 1969   | Paul Nash            | Monica Desouza                           |
| 1970   | Don Quarrie          | Marilyn Neufville                        |
| 1971   | Don Quarrie          | Marilyn Neufville                        |
| 1972   | Lawrence Rowe        | Audrey Reid                              |
| 1973   | Maurice Foster       | Andrea Bruce                             |
| 1974   | Lawrence Rowe        | Belinda Phillips                         |
| 1975   | Don Quarrie          | Andrea Bruce                             |
| 1976   | Don Quarrie          | Vivalyn Latty-Scott                      |
| 1977   | Don Quarrie          | Helen Blake                              |
| 1978   | Mike McCallum        | Leleith Hodges                           |
| 1979   | David Weller         | Merlene Ottey                            |
| 1980   | David Weller         | Merlene Ottey                            |
| 1981   | Bert Cameron         | Jacqueline Pusey                         |
| 1982   | Bert Cameron         | Merlene Ottey                            |
| 1983   | Bert Cameron         | Merlene Ottey                            |
| 1984   | Mike McCallum        | Merlene Ottey-Page                       |
| 1985   | Mike McCallum        | Merlene Ottey-Page                       |
| 1986   | Mike McCallum        | Grace Jackson                            |
| 1987   | Mike McCallum        | Merlene Ottey                            |
| 1988   | Jeff Dujon           | Grace Jackson                            |
| 1989   | Mike McCallum        | Merlene Ottey                            |
| 1990   | Mike McCallum        | Merlene Ottey                            |
| 1991   | Patrick Patterson    | Merlene Ottey                            |
| 1992   | Winthrop Graham      | Juliet Cuthbert                          |
| 1993   | Winthrop Graham      | Merlene Ottey                            |
| 1994   | Jimmy Adams          | Merlene Ottey                            |
| 1995   | James Beckford       | Merlene Ottey                            |
| 1996   | James Beckford       | Deon Hemmings                            |
| 1997   | Deon Burton          | Michelle Freeman                         |
| 1998   | Courtney Walsh       | Sandie Richards                          |
| 1999   | Courtney Walsh       | Beverly McDonald                         |
| 2000   | Courtney Walsh       | Deon Hemmings / Lorraine Graham          |
| 2001   | Christopher Williams | Lorraine Fenton                          |
| 2002   | Michael Blackwood    | Brigitte Foster                          |
| 2003   | James Beckford       | Brigitte Foster                          |
| 2004   | Danny McFarlane      | Veronica Campbell-Brown                  |
| 2005   | Asafa Powell         | Trecia-Kaye Smith                        |
| 2006   | Asafa Powell         | Sherone Simpson                          |
| 2007   | Asafa Powell         | Veronica Campbell-Brown                  |
| 2008   | Usain Bolt           | Veronica Campbell-Brown / Melaine Walker |
| 2009   | Usain Bolt           | Brigitte Foster-Hylton                   |
| 2010   | Christopher Gayle    | Veronica Campbell-Brown                  |
| 2011   | Usain Bolt           | Veronica Campbell-Brown                  |
| 2012   | Usain Bolt           | Shelly-Ann Fraser-Pryce                  |
| 2013   | Usain Bolt           | Shelly-Ann Fraser-Pryce                  |
| 2014   | Nicholas Walters     | Alia Atkinson                            |
| 2015   | Usain Bolt           | Shelly-Ann Fraser-Pryce                  |
| 2016   | Usain Bolt           | Elaine Thompson                          |
| 2017   | Omar McLeod          | Alia Atkinson                            |
| 2018   | Fedrick Dacres       | Alia Atkinson                            |